# Aek Nabara (Angkola Barat)
Aek Nabara is een bestuurslaag in het regentschap Tapanuli Selatan van de provincie Noord-Sumatra, Indonesië. Aek Nabara telt 811 inwoners (volkstelling 2010).